# Sabino Chico
Sabino Chico är en ort i Mexiko.   Den ligger i kommunen Jalpan de Serra och delstaten Querétaro Arteaga, i den centrala delen av landet, 210 km norr om huvudstaden Mexico City. Sabino Chico ligger 1 224 meter över havet och antalet invånare är 191.
Terrängen runt Sabino Chico är kuperad. Runt Sabino Chico är det ganska glesbefolkat, med 28 invånare per kvadratkilometer. Närmaste större samhälle är Jalpan, 9,3 km sydväst om Sabino Chico. I omgivningarna runt Sabino Chico växer huvudsakligen savannskog.